# Eugongylus sulaensis
Eugongylus sulaensis är en ödleart som beskrevs av  Felix Kopstein 1927. Eugongylus sulaensis ingår i släktet Eugongylus och familjen skinkar. Inga underarter finns listade i Catalogue of Life.